# Американський пиріг (серія фільмів)
Американський пиріг (American Pie) — серія комедійних фільмів. Перший фільм був випущений 9 липня 1999 студією Universal Pictures, ставши попкультурним явищем. Потім вийшли два продовження (у 2001 і 2003 роках). З 2005 по 2009 вийшли 4 спіноф-фільми. 2012 року вийшов четвертий фільм із оригінальної серії. У серпні 2012 року стало відомо, що є намір зняти п'яту частину фільму.
Багато хто помилково сприймають «The Connecticut Poop Movie» за одну з частин серії фільмів — у вітчизняному кінопрокаті вона отримала переклад «Американський пиріг: Лузери в Америці. Рецепт катастрофи». Це не так, що стає зрозуміло, якщо порівняти дати виходу 6 частини і «лузерів», які вважалися сьомою частиною — 10 грудня 2007 і 9 вересня 2006 відповідно.

## Фільми

### Оригінальна серія
| Фільм                                   | Режисер(и)                      | Сценарист(и)                    | Продюсер(и)                                                     |
| --------------------------------------- | ------------------------------- | ------------------------------- | --------------------------------------------------------------- |
| Американський пиріг (1999)              | Кріс Вайц та Пол Вайц           | Адам Герц                       | Кріс Мур, Крейґ Перрі, Кріс Вайц та Воррен Зайд                 |
| Американський пиріг 2 (2001)            | Джеймс Б. Роджерс               | Адам Герц                       | Джейн Бартелма, Кріс Мур, Крейґ Перрі, Кріс Вайц та Воррен Зайд |
| Американський пиріг: Весілля (2003)     | Джесі Ділан                     | Адам Герц                       | Джейн Бартелма, Кріс Мур, Крейґ Перрі, Кріс Вайц та Воррен Зайд |
| Американський пиріг: Знову разом (2012) | Джон Гурвіц та Гайден Скулсберґ | Джон Гурвіц та Гайден Скулсберґ | Кріс Мур, Крейг Перрі, Воррен Зайд                              |

### Спін-офф фільми
| Фільм                                                      | Режисер(и)   | Сценарист(и)                    | Продюсер(и)                                                    |
| ---------------------------------------------------------- | ------------ | ------------------------------- | -------------------------------------------------------------- |
| Американський пиріг 4: Табір (2005)                        | Стів Реш     | Бред Рідделл та Адам Герц       | Майк Елліот                                                    |
| Американський пиріг 5: Гола миля (2006)                    | Джо Нусбаум  | Ерік Ліндсей                    | В.К. Бордер                                                    |
| Американський пиріг: Переполох у гуртожитку (2007)         | Ендрю Воллер | Ерік Ліндсей                    | В.К. Бордер                                                    |
| Американський пиріг: Книга кохання (2009)                  | Джон Путч    | Девід Г. Стейнберґ              | Майк Елліот, Крейґ Перрі та Воррен Зайд                        |
| Американський пиріг представляє: Правила для дівчат (2020) | Майк Елліот  | Блейн Вівер, Девід Г. Стейнберґ | Майк Елліот, Карен Городецькі, Джозеф П. Геніє та Еббі Лессану |

## Персонажі
| Персонажі                     | Фільм                      | Фільм                        | Фільм                                 | Фільм                               | Фільм                                   | Фільм                                              | Фільм                                     | Фільм                                   |
| Персонажі                     | Американський пиріг (1999) | Американський пиріг 2 (2001) | Американський пиріг 3: Весілля (2003) | Американський пиріг 4: Табір (2005) | Американський пиріг 5: Гола миля (2006) | Американський пиріг: Переполох у гуртожитку (2007) | Американський пиріг: Книга кохання (2009) | Американський пиріг: Знову разом (2012) |
| ----------------------------- | -------------------------- | ---------------------------- | ------------------------------------- | ----------------------------------- | --------------------------------------- | -------------------------------------------------- | ----------------------------------------- | --------------------------------------- |
| Ноа Левенштайн                | Юджин Леві                 | Юджин Леві                   | Юджин Леві                            | Юджин Леві                          | Юджин Леві                              | Юджин Леві                                         | Юджин Леві                                | Юджин Леві                              |
| Джим Левенштайн               | Джейсон Біґґз              | Джейсон Біґґз                | Джейсон Біґґз                         |                                     |                                         |                                                    |                                           | Джейсон Біґґз                           |
| Мішель                        | Елісон Ганніган            | Елісон Ганніган              | Елісон Ганніган                       |                                     |                                         |                                                    |                                           | Елісон Ганніґан                         |
| Стів Стифлер                  | Шон Вільям Скотт           | Шон Вільям Скотт             | Шон Вільям Скотт                      |                                     |                                         |                                                    |                                           | Шон Вільям Скотт                        |
| Кевін Маєрс                   | Томас Ян Ніколас           | Томас Ян Ніколас             | Томас Ян Ніколас                      |                                     |                                         |                                                    |                                           | Томас Єн Ніколас                        |
| Пол Фінч («Зяблик»)           | Едді Кей Томас             | Едді Кей Томас               | Едді Кей Томас                        |                                     |                                         |                                                    |                                           | Едді Кей Томас                          |
| Кріс «Оз» Озтрайкер           | Кріс Кляйн                 | Кріс Кляйн                   |                                       |                                     |                                         |                                                    |                                           | Кріс Клейн                              |
| Гізер                         | Мина Суварі                | Мина Суварі                  |                                       |                                     |                                         |                                                    |                                           | Міна Суварі                             |
| Вікторія «Вікі» Лазум         | Тара Рід                   | Тара Рід                     |                                       |                                     |                                         |                                                    |                                           | Тара Рід                                |
| Джесіка                       | Наташа Лайонн              | Наташа Лайонн                |                                       |                                     |                                         |                                                    |                                           | Наташа Лайонн                           |
| Надя                          | Шеннон Елізабет            | Шеннон Елізабет              |                                       |                                     |                                         |                                                    |                                           | Шеннон Елізабет                         |
| Чак «Шермінатор» Шерман       | Кріс Овен                  | Кріс Овен                    |                                       | Кріс Овен                           |                                         |                                                    |                                           | Кріс Овен                               |
| Місіс Левенштайн (мама Джимі) | Моллі Чик                  | Моллі Чик                    | Моллі Чик                             |                                     |                                         |                                                    |                                           | Моллі Чик                               |
| Кеденс Флаерті                |                            |                              | Дженьюарі Джонс                       |                                     |                                         |                                                    |                                           |                                         |
| Гарольд                       |                            |                              | Фред Віллард                          |                                     |                                         |                                                    |                                           |                                         |
| Джанет Стифлер                | Дженніфер Кулідж           | Дженніфер Кулідж             | Дженніфер Кулідж                      |                                     |                                         |                                                    |                                           | Дженніфер Кулідж                        |
| Джон                          | Джон Чо                    | Джон Чо                      | Джон Чо                               |                                     |                                         |                                                    |                                           | Джон Чо                                 |
| Джастін                       | Джастін Ісфельд            | Джастін Ісфельд              | Джастін Ісфельд                       |                                     |                                         |                                                    |                                           | Джастін Ісфельд                         |
| Селена                        |                            |                              |                                       |                                     |                                         |                                                    |                                           | Данія Рамірес                           |
| Міа                           |                            |                              |                                       |                                     |                                         |                                                    |                                           | Катріна Бовден                          |
| Кара                          |                            |                              |                                       |                                     |                                         |                                                    |                                           | Елі Кобрин                              |
| Айджі                         |                            |                              |                                       |                                     |                                         |                                                    |                                           | Чак Гіттінджер                          |
| Рон                           |                            |                              |                                       |                                     |                                         |                                                    |                                           | Джей Гарінґтон                          |
| Мет Стифлер                   | Елі Марієнтал              | Елі Марієнтал                |                                       | Тед Гілдженбрінк                    |                                         |                                                    |                                           |                                         |
| Еліс                          |                            |                              |                                       | Аріель Кеббел                       |                                         |                                                    |                                           |                                         |
| Хлоя                          |                            |                              |                                       | Крістл Лайтнінг                     |                                         |                                                    |                                           |                                         |
| Джиммі                        |                            |                              |                                       | Джан Хі Лі                          |                                         |                                                    |                                           |                                         |
| Ерні Капловітц                |                            |                              |                                       | Джейсон Ірлез                       |                                         |                                                    |                                           |                                         |
| Ерік Стифлер                  |                            |                              |                                       |                                     | Джон Вайт                               | Джон Вайт                                          |                                           |                                         |
| Двайт Стифлер                 |                            |                              |                                       |                                     | Стів Таллі                              | Стів Таллі                                         |                                           |                                         |
| Гаррі Стифлер                 |                            |                              |                                       |                                     | Крістофер Макдональд                    | Крістофер Макдональд                               |                                           |                                         |
| Трейсі Стірлінг               |                            |                              |                                       |                                     | Джесі Шрем                              |                                                    |                                           |                                         |
| Роб                           |                            |                              |                                       |                                     |                                         |                                                    | Баґ Гол                                   |                                         |
| Скотт Стифлер                 |                            |                              |                                       |                                     |                                         |                                                    | Джо Патрік Джордан                        |                                         |
| Назан                         |                            |                              |                                       |                                     |                                         |                                                    | Кевін М. Гортон                           |                                         |
| Мішель                        |                            |                              |                                       |                                     |                                         |                                                    | Брендон Гардесті                          |                                         |
| Нейді                         |                            |                              |                                       |                                     |                                         |                                                    | Бет Берс                                  |                                         |
| Ешлі                          |                            |                              |                                       |                                     |                                         |                                                    | Дженніфер Голленд                         |                                         |
| Медлейн                       |                            |                              |                                       |                                     |                                         |                                                    | Розанна Аркетт                            |                                         |

## Касові збори
| Фільм                            | Дата релізу    | Збори        | Збори                 | Збори           | Рейтинг Box office | Рейтинг Box office | Бюджет       | Примітка |
| Фільм                            | Дата релізу    | США          | На міжнародному ринку | Загальносвітові | США                | Загальносвітовий   | Бюджет       | Примітка |
| -------------------------------- | -------------- | ------------ | --------------------- | --------------- | ------------------ | ------------------ | ------------ | -------- |
| Американський пиріг              | 9 липня 1999   | $102 561 004 | $132 922 000          | $235 483 004    | #482               | #390               | $10 000 000  | [ 2 ]    |
| Американський пиріг 2            | 11 серпня 2001 | $145 103 595 | $142 450 000          | $287 553 595    | #244               | #302               | $30 000 000  | [ 3 ]    |
| Американський пиріг 3: Весілля   | 1 серпня 2003  | $104 565 114 | $126 884 089          | $231 449 203    | #467               | #398               | $55 000 000  | [ 4 ]    |
| Американський пиріг: Знову разом | 5 квітня 2012  | $56 758 835  | $177 978 063          | $234 736 898    | #1110              | #393               | $50 000 000  | [ 5 ]    |
| Усього                           | Усього         | $408 988 548 | $580 234 152          | $989 222 700    |                    |                    | $145 000 000 |          |

## Критика
| Фільм                            | Rotten Tomatoes    | Rotten Tomatoes   | Metacritic       |
| Фільм                            | В цілому           | Найкращі критики  | Metacritic       |
| -------------------------------- | ------------------ | ----------------- | ---------------- |
| Американський пиріг              | 61% (122 відгуків) | 54% (26 відгуків) | 58 (30 відгуків) |
| Американський пиріг 2            | 52% (126 відгуків) | 27% (35 відгуків) | 43 (28 відгуків) |
| Американський пиріг 3: Весілля   | 55% (152 відгуків) | 43% (36 відгуків) | 43 (34 відгуків) |
| Американський пиріг: Знову разом | 43% (164 відгуків) | 32% (31 відгуків) | 49 (34 відгуків) |